# Paul Harather
Paul Harather (* 30. März 1965 in Mödling bei Wien) ist ein österreichischer Filmregisseur, Produzent und Drehbuchautor.

## Leben
Paul Harather absolvierte die Urban School in San Francisco, USA, und studierte an der Hochschule für Musik und darstellende Kunst in Wien. Er begann während des Studiums damit, hauptberuflich als Regisseur zu arbeiten. Mit Indien inszenierte er einen der erfolgreichsten Filme in Österreich.
Seit den späten 1990er Jahren arbeitete er an internationalen TV Werbespots.
Seit 2006 betreibt er in Wien seine eigene Filmproduktionsfirma „Breitwandfilm“ und konzentrierte sich wieder vermehrt auf Fernsehserien und Kinofilme. 2015 gründete er eine Produktionsfirma in München, die „Neue System Agentur“, mit der er für die ARD die TV-Serie Sedwitz produzierte.
Er ist Mitglied der Akademie des Österreichischen Films und der Europäischen Filmakademie.
Im Jahr 2011 gelang ihm mit der deutsch-österreichischen Fernsehserie Schlawiner (Bayerischer Rundfunk, ORF) ein unerwartetes und erfolgreiches Comeback als Regisseur, Autor und Produzent.
Mit AMS – Mutris Welt (ORF), Im Schleudergang (Bayerischer Rundfunk),  CopStories (ORF, ursprünglich Talpa, Niederlande) und Sedwitz (ARD) ist er an weiteren Fernsehserien beteiligt.

## Auszeichnungen
- Für seinen Film Indien aus dem Jahr 1993 wurde er 1994 mit dem Max-Ophüls-Preis ausgezeichnet.
- 1996 erhielt er die Goldene Romy für das Beste Drehbuch für Autsch!!!.
- 2000 erhielt er beim New York International Film Festival den Audience Award für The Ragu Incident.
- 2011 erhielt er den Erich-Neuberg-Preis für Schlawiner

## Filmografie
- 1988: Soltana
- 1990: Die Bürgschaft
- 1990: Warten
- 1991: Fünf Minuten bis zur Ewigkeit
- 1992: Cappuccino Melange
- 1993: Indien
- 1994: Fitness (Fernsehserie)
- 1996: Autsch!!!
- 1997: Weihnachtsfieber
- 1998: Kleine Semmeln
- 1999: Frische Ware
- 2000: The Ragu Incident
- 2000: Geier im Reisrand
- 2001: Arabesken um Frosch
- 2001: Die Gottesanbeterin
- 2003: Adam & Eva
- seit 2011: Schlawiner (Fernsehserie; Breitwand/ORF/Bayerischer Rundfunk)
- seit 2011: AMS – Mutris Welt (Fernsehserie; Breitwand/ORF)
- 2012–2015: Im Schleudergang (Fernsehserie; Infafilm/Bayerischer Rundfunk)
- 2013: CopStories (Fernsehserie; ORF)
- 2015: Blütenträume
- 2015: Sedwitz (Fernsehserie; NSA Germany/ARD)
- 2017: Die Firma dankt